# Санцено
Санцено (итал. Sanzeno) је насеље у Италији у округу Тренто, региону Трентино-Јужни Тирол.
Према процени из 2011. у насељу је живело 339 становника. Насеље се налази на надморској висини од 657 м.

## Становништво
Према резултатима пописа становништва 2011. у општини је живело 928 становника.
| 1931. | 1936. | 1951. | 1961. | 1971. | 1981. | 1991. | 2001. | 2011. |
| ----- | ----- | ----- | ----- | ----- | ----- | ----- | ----- | ----- |
| 861   | 807   | 868   | 870   | 828   | 866   | 897   | 906   | 928   |